# USS Mahan (DD-364)
Pour les autres navires du même nom, voir USS Mahan.
L'USS Mahan (DD-364) est un destroyer de l'US Navy. Lancé en 1935, le premier navire de la classe Mahan, il sert lors de la Seconde Guerre mondiale, durement touché par des kamikazes japonais, il est coulé par un autre destroyer américain en 1944. 